# Danielle Bousquet
Pour les articles homonymes, voir Bousquet.
Danielle Bousquet, née le 10 mai 1945 à Plœuc-sur-Lié (Côtes-du-Nord), est une militante féministe et politique française, ancienne députée socialiste de 1997 à 2012, et vice-présidente de l'Assemblée nationale entre 2009 et 2010. De 2013 à 2019, elle préside le Haut Conseil à l'égalité entre les femmes et les hommes.

## Biographie
Danielle Bousquet naît à Plœuc-sur-Lié le 10 mai 1945 de parents enseignants. Après des études secondaires au lycée Renan à Saint-Brieuc, elle poursuit ses études à HEC Jeunes Filles à Paris dont elle est diplômée.
D’abord directrice commerciale dans une PME de 500 personnes à Paris, elle revient vivre et travailler en Bretagne où elle exerce le métier de professeur de sciences économiques et sociales.
Devenue cheffe d’établissement en 1987, elle est d’abord nommée principale au collège de Moncontour dans les Côtes-d'Armor[réf. souhaitée], puis proviseure adjointe au lycée Ernest Renan de Saint-Brieuc jusqu’en 1997, date à laquelle elle est élue députée.
Elle est présidente de l’association « l’Ecloserie d’Armor » dont l’objectif était de favoriser la mise en place de projets de jeunes créateurs d’entreprises.[réf. nécessaire]

## Engagement féministe
Danielle Bousquet commence à militer au Mouvement français pour le planning familial des Côtes-d'Armor, dont elle assure la présidence jusqu’en 1980.
Elle préside ensuite le Centre d’information des droits des femmes de ce même département.
À partir de 1982, elle est chargée de mission départementale aux droits des femmes auprès du préfet des Côtes-d'Armor.
Danielle Bousquet a été vice-présidente de l'Assemblée des femmes, association féministe fondée par Yvette Roudy en 1992 et née du combat pour la parité. Elle en est la présidente depuis 2011.

## Engagement politique

### Au sein de son parti
Danielle Bousquet adhère au Parti socialiste en 1978.

### Élue locale (1983-2008)
Élue en 1983 au conseil municipal de Saint-Brieuc, elle y devient adjointe dans les secteurs successifs des services publics en régie, de l’éducation et des finances, aux côtés de Claude Saunier, alors maire. Elle quittera cette fonction en 1996, mais reste conseillère municipale.
À partir de 2001, elle est conseillère municipale d’opposition de la ville de Saint-Brieuc, et conseillère d’agglomération de la Communauté d’agglomération de Saint-Brieuc, membre du bureau du Pays de Saint-Brieuc.
Elle mène la liste socialiste aux municipales de 2008 pour la ville de Saint-Brieuc. Elle perd au second tour face au candidat centriste et maire sortant Bruno Joncour. Elle décide alors de quitter le conseil municipal et de se retirer de la vie politique locale.

### Députée (1997-2012)
Danielle Bousquet est députée de la première circonscription des Côtes-d'Armor, qui comprend notamment la ville de Saint Brieuc, entre 1997 et 2012, élue pour la première fois le 1er juin 1997, puis réélue le 16 juin 2002 et le 17 juin 2007.
Elle fait partie du groupe socialiste, radical et citoyen.
Du 6 octobre 2009 au 5 octobre 2010, Danielle Bousquet est vice-présidente de l'Assemblée nationale, ce qui lui permet de siéger dans les organes stratégiques de l’institution que sont le bureau et la conférence des présidents, ainsi que de diriger des séances depuis le « perchoir » (le siège du président). Son collègue Jean-Pierre Balligand lui succède.
Sous la treizième législature, Danielle Bousquet est secrétaire de l’Assemblée nationale du 1er octobre 2008 au 6 octobre 2009 et du 5 octobre 2010 au 20 juin 2012.
Elle est également vice-présidente du groupe d’études sur la démographie et la population.

#### Travail parlementaire sur l'égalité entre les femmes et les hommes
Danielle Bousquet est membre de la délégation parlementaire de l’Assemblée nationale aux droits des femmes et à l’égalité des chances entre les hommes et les femmes depuis sa création en 1998. Elle en devient vice-présidente en 2002 et le reste jusqu'en 2012.
Elle est rapporteure de la loi du 13 décembre 2000 relative à la contraception d'urgence, qui a permis à la contraception d'urgence (pilule du lendemain) d'être délivrée gratuitement aux mineures dans les pharmacies et dans les infirmeries scolaires.
Elle est également rapporteure de la loi du 4 juillet 2001 relative à l'interruption volontaire de grossesse et à la contraception, qui, notamment, supprime l'autorisation parentale pour les mineures qui souhaitent avorter (être accompagnée par une personne majeure suffit), supprime l'entretien préalable à l'IVG, autorise la délivrance de la pilule du lendemain par les médecins de ville et impose 3 séances annuelles d'information et d'éducation sexuelle dans les collèges et les lycées.
Danielle Bousquet préside en 2008-2009 la Mission d'évaluation de la politique de prévention et de lutte contre les violences faites aux femmes. Cette mission a débouché sur la loi du 9 juillet 2010 relative aux violences faites spécifiquement aux femmes, aux violences au sein des couples et aux incidences de ces dernières sur les enfants, qui a notamment créé l'ordonnance de protection pour les victimes de violences et le délit de harcèlement moral au sein du couple.
Danielle Bousquet a également présidé en 2010-2011 la Mission d'information sur la prostitution en France. Cette mission a débouché sur le vote, le 6 décembre 2011, d'une résolution réaffirmant la position abolitionniste de la France en matière de prostitution. Cette résolution a été adoptée à l'unanimité et rappelle que l'objectif de la France, à terme, est une société sans prostitution, que la prostitution est une violence et ne peut, en aucun cas, être assimilée à une activité professionnelle. Elle insiste également sur le nécessaire changement des mentalités et la responsabilisation des clients pour faire reculer la prostitution. Cette résolution se situe dans la droite ligne du courant abolitionniste en matière de prostitution.

#### Travail parlementaire sur le développement et les affaires étrangères
Danielle Bousquet a été membre de la Commission des affaires étrangères.
Très attachée à la lutte contre le sous développement et la pauvreté, elle a été membre du forum parlementaire inter-européen sur la Population et le Développement associé la Conférence internationale des parlementaires sur la mise en œuvre du Programme du Caire (travail international qui mise à promouvoir l’autonomie et les droits de la femme comme facteur de développement) et membre de l’Union internationale des parlementaires.
En tant que parlementaire, elle a été membre de plusieurs groupes d’amitiés avec des pays étrangers :
- Vice-présidente des groupes d’amitiés entre la France et les pays suivants : Costa Rica, Danemark, Madagascar, Maurice,
- Secrétaire du groupe d’amitié entre la France et l’Algérie,
- Membre des groupes d’amitié ou des groupes d’études à vocation internationale entre la France et l’Érythrée, l’Islande, le Népal, la Suisse et Taïwan.

Elle a été membre du groupe d'études sur le problème du Tibet de Assemblée nationale.

#### Autres travaux parlementaires
En 2004, elle a été membre de la Mission d’information de l’Assemblée nationale sur l’accompagnement de la fin de vie.

### Engagement aux côtés de Ségolène Royal
Danielle Bousquet s’est engagée aux côtés de Ségolène Royal depuis fin 2005. Elle avait été celle qui avait défendu la loi sur la pilule du lendemain pour les jeunes filles voulue par Ségolène Royal, alors ministre de l’enseignement scolaire dans le Gouvernement de Lionel Jospin.
En novembre 2006, Ségolène Royal est investie par les socialistes comme candidate à l’élection présidentielle de 2007. Elle demande à Danielle Bousquet d’entrer dans son comité de campagne national et la nomme directrice adjointe de sa campagne. Parallèlement elle est coprésidente du comité de soutien départemental de Ségolène Royal dans les Côtes-d'Armor.

## Présidente du Haut Conseil à l'égalité entre les femmes et les hommes (2013-2019)

Logo de Haut Conseil à l'égalité entre les femmes et les hommes.

Du 7 janvier 2013 au 24 juin 2019, elle préside le Haut Conseil à l'égalité entre les femmes et les hommes, créé par la ministre des Droits des femmes, Najat Vallaud-Belkacem. Brigitte Grésy lui succède à ce poste.

## Autres mandats

### Conseillère municipale
- 13 mars 1983 - 16 mars 2008 : membre du conseil municipal de Saint-Brieuc (Côtes-d'Armor)

### Députée
- 12 juin 1997 - 18 juin 2002 : députée des Côtes-d'Armor
- 18 juin 2002 - 17 juin 2007 : députée des Côtes-d'Armor
- 17 juin 2007 - 19 juin 2012 : députée des Côtes-d'Armor
- 6 octobre 2009 - 5 octobre 2010 : Vice-présidente de l'Assemblée nationale

## Décorations
- Officière de l'ordre national du Mérite (2020)[7]
- Chevalière de la Légion d'honneur